# Tu et vous
Tu et vous est une nouvelle d’Anton Tchekhov.
C’est une nouvelle cruelle sur la violence conjugale.

## Historique
Tu et vous est une nouvelle qui a probablement été publiée en 1886. Le Dictionnaire Tchekhov mentionne son existence indirectement sans autre précision. Aussi traduit en français sous le titre Toi et vous.

## Résumé
Popikov, juge stagiaire qui a l'habitude de dormir à son bureau pour faire des économies, est réveillé à six heures du matin par Ivan Philarétov qu’il avait convoqué pour onze heures. À sept heures, ne pouvant plus dormir, il fait rentrer Philarétov pour prendre son témoignage dans une affaire de violence conjugale : le soldat Alexis Drykhounov est accusé d’avoir tué sa femme.
Le témoignage de Philarétov est laborieux. Il veut d’abord s’assurer qu’il touchera bien l’indemnité de déplacement, puis il raconte l’histoire : la rencontre le matin avant la messe avec Drykhounov qui est ivre, les menaces de Drykhounov, l’invitation au cabaret, les huit verres de vodka qu’ils boivent ensemble, Drykhounov qui se bat avec tout le monde et la conclusion sanglante quand Marthe la femme de Drykhounov arrive au cabaret et demande à son mari de rentrer à la maison. Dtrykhounov ne peut pas le supporter et il se déchaîne contre la malheureuse.
Pourquoi n’es-tu par intervenu ?, demande Popikov.
Quel besoin d’intervenir, fait Philarétov, c'est sa femme, il lui donne une leçon.

## Édition française
- Toi et vous, traduit par Edouard Parayre, Les Editeurs Français Réunis, 1958.